# Campaña anticosmopolita
La campaña anticosmopolita (en ruso: Борьба с космополитизмом, Borbá s kosmopolitízmom) fue una campaña antisemita apenas disfrazada en la Unión Soviética que comenzó a fines de 1948. Los judíos se caracterizaron como cosmopolitas sin raíces y fueron objeto de persecución.

## Orígenes
Tras la finalización del conflicto bélico global conocido como la Segunda Guerra Mundial, el Comité Judío Antifascista (JAC) adquirió una creciente relevancia como instancia representativa de la población judía soviética en la etapa posholocáustica, desempeñando además una función de interlocutor reconocido en el ámbito internacional, particularmente en Occidente. Sin embargo, sus actividades extrainstitucionales y su producción discursiva —como se ejemplifica en El libro negro de los judíos soviéticos— se alejaban de las directrices ideológicas sancionadas por el aparato estatal soviético, generando así fricciones con los órganos de control político. En ese contexto, la Comisión Central de Auditoría del Partido Comunista de la Unión Soviética determinó que el JAC se había desviado de la agenda oficial de lucha contra las «fuerzas de la reacción internacional», alineándose en cambio con los postulados del Bund, una adscripción considerada subversiva dado que la militancia bundista era objeto de procesos de depuración y eliminación sistemática.
Durante una reunión celebrada en 1946 con miembros destacados de la intelligentsia soviética, Stalin manifestó su inquietud respecto a las transformaciones que venían operándose en la cultura oficial, preocupación que se cristalizaría posteriormente en la campaña de represión ideológica conocida como la «lucha contra el cosmopolitismo» (véase Doctrina Zhdánov).
«Recientemente, parece verse una tendencia peligrosa en algunas de las obras literarias que emanan bajo la influencia perniciosa de Occidente y provocadas por las actividades subversivas de la inteligencia extranjera. Con frecuencia en las páginas de las revistas literarias soviéticas se encuentran obras en las que se muestra a los soviéticos, constructores del comunismo, en formas patéticas y ridículas. El héroe soviético positivo es ridiculizado e inferior ante todo lo extranjero y el cosmopolitismo contra el que todos luchamos desde la época de Lenin, propio de los remanentes políticos, es muchas veces aplaudido. En el teatro parece que las obras soviéticas son desplazadas por obras de autores burgueses extranjeros. Lo mismo está empezando a suceder en las películas soviéticas.» 
Durante los años 1946 y 1947, la ofensiva ideológica contra el cosmopolitismo impactó directamente en el ámbito científico, alcanzando a figuras prominentes como el físico Piotr Kapitsa y Antón Románovich Zhebrak, quien ejercía la presidencia de la Academia de Ciencias de la RSS de Bielorrusia. Ambos, junto con otros investigadores, fueron objeto de imputaciones por sus vínculos epistémicos con la comunidad científica occidental y por su presunto respaldo a la «pseudociencia burguesa», etiqueta empleada para desacreditar cualquier conocimiento considerado ideológicamente incompatible con el materialismo dialéctico.
En 1947, la censura se extendió al campo de la crítica literaria, donde numerosos intelectuales fueron señalados por incurrir en lo que se denominó «arrodillamiento ante Occidente» (низкопоклонство перед западом), también descrito como idolopoklonstvo o «idolatrización de Occidente», formulaciones que implicaban acusaciones de antipatriotismo y de adscripción cosmopolita. La campaña incluyó una crítica explícita contra quienes abordaban los estudios de Aleksandr Veselovski, precursor de la literatura comparada rusa, cuya metodología fue caracterizada como una «orientación cosmopolita y burguesa dentro de la crítica literaria».

## Unión Soviética
En enero de 1948, el jefe de la JAC, el popular actor y figura pública mundialmente famosa Solomón Mijoels, fue asesinado; su asesinato fue enmarcado como un accidente automovilístico en el que un camión lo atropelló mientras caminaba por una calle estrecha. Esto fue seguido por eventuales arrestos de los miembros de JAC y su terminación.
La URSS votó a favor del Plan de Partición de las Naciones Unidas para Palestina de 1947 y en mayo de 1948 reconoció el establecimiento del estado de Israel, y posteriormente lo apoyó con armas (a través de Checoslovaquia, desafiando el embargo) en la guerra árabe-israelí de 1948. Muchos judíos soviéticos se sintieron inspirados y simpatizaron con Israel y enviaron miles de cartas al JAC (que aún existe formalmente) con ofertas para contribuir o incluso ofrecerse como voluntarios para la defensa de Israel.
En septiembre de 1948, llega a Moscú la primera embajadora israelí en la URSS, Golda Meir. Enormes multitudes entusiastas (aproximadamente 50.000) se reunieron a lo largo de su camino y en la sinagoga de Moscú y sus alrededores cuando ella asistió a Yom Kippur y Rosh Hashaná. Estos eventos se correspondieron en el tiempo con un aumento visible del nacionalismo ruso orquestado por la propaganda oficial, la Guerra Fría cada vez más hostil y la comprensión por parte de los líderes soviéticos de que Israel había elegido la opción occidental. A nivel nacional, los judíos soviéticos estaban siendo considerados un problema de seguridad por sus conexiones internacionales, especialmente con los Estados Unidos, y la creciente conciencia nacional.
Cuando Estados Unidos se convirtió en el oponente de la Unión Soviética a fines de 1948, la URSS cambió de bando en el conflicto árabe-israelí y comenzó a apoyar a los árabes contra Israel, primero políticamente y luego también militarmente. Por su parte, David Ben-Gurión declaró su apoyo a Estados Unidos en la Guerra de Corea, a pesar de la oposición de los partidos israelíes de izquierda. A partir de 1950, las relaciones entre Israel y la Unión Soviética fueron una parte inextricable de la Guerra Fría, con implicaciones ominosas para los judíos soviéticos que apoyaban a Israel, o que se percibía que lo apoyaban.

Una nueva etapa de la campaña se abrió el 28 de enero de 1949, cuando apareció en el periódico Pravda, órgano oficial del Comité Central del Partido Comunista, un artículo titulado "Sobre un grupo antipatriótico de críticos de teatro":
En la crítica teatral se ha desarrollado un grupo antipatriótico. Se compone de seguidores del esteticismo burgués. Penetran en nuestra prensa y operan más libremente en las páginas de la revista Teatr y del periódico Soviétskoe iskusstvo. Estos críticos han perdido su sentido de responsabilidad hacia la gente. Representan un cosmopolitismo desarraigado que es profundamente repulsivo y enemigo del hombre soviético. Obstruyen el desarrollo de la literatura soviética; el sentimiento de orgullo nacional soviético les es ajeno.
La campaña incluyó una cruzada en los medios de comunicación controlados por el estado para exponer los seudónimos literarios de escritores judíos poniendo sus nombres reales entre paréntesis para revelar al público que eran judíos étnicos.
Trece poetas y escritores judíos soviéticos, cinco de ellos miembros del Comité Antifascista Judío, fueron ejecutados en la prisión de Lubianka en Moscú el 12 de agosto de 1952. 
El historiador Benjamin Pinkus ha escrito que la campaña no fue inicialmente antisemita y "que ciertos judíos tomaron parte activa en la campaña anticosmopolitismo". Sin embargo, los judíos fueron atacados de manera desproporcionada en términos de "frecuencia de denuncias", "intensidad de ataques", y "la severidad de las sanciones". Concluye...ya no es posible dudar de que la campaña anticosmopolita haya adquirido un carácter totalmente judío", y postula varias razones que apoyan "la opinión de que la campaña anticosmopolita se convirtió en un campaña antijudía total y absoluta".
El ministro checoslovaco de Información y Cultura, Václav Kopecký, era conocido por sus diatribas en las que criticaba a los judíos por su supuesto sionismo y cosmopolitismo. (Véase Juicio Slánský.) En diciembre de 1951, Kopecký afirmó que "la gran parte de las personas de origen judío" se adhieren al "pensamiento cosmopolita". Según Kopecký, el Partido Comunista de Checoslovaquia no se estaba tomando lo suficientemente en serio la campaña anticosmopolita.

## Legado
Como resultado de la campaña, muchos judíos soviéticos fueron despedidos de sus trabajos y extraoficialmente se prohibió a los judíos aceptar ciertos trabajos. Por ejemplo, en 1947, los judíos constituían el 18 por ciento de los trabajadores científicos soviéticos, pero en 1970 este número se redujo al 7 por ciento, que aún era superior al 3 o 4 por ciento de la población soviética total en ese momento.
Cualquier cosa judía fue reprimida por las autoridades soviéticas. Por ejemplo, el verso en yiddish cantado por Solomón Mijoels fue recortado de la famosa canción de cuna cantada por turnos por personas de diferentes etnias en la película clásica soviética de 1936 El circo, restaurada durante la desestalinización.
El historiador estadounidense Walter Laqueur señaló: "Cuando, en la década de 1950 bajo Stalin, los judíos de la Unión Soviética sufrieron severos ataques y decenas fueron ejecutadas, fue bajo la bandera del antisionismo en lugar del antisemitismo, al que se le había dado un mala fama de Adolf Hitler".